# Luan Krasniqi
Luan Krasniqi (Junik, Kosovo, 10 mei 1971) is een Duits-Kosovaars bokser.
Hij is de jongste van acht kinderen. Hij maakte zijn basisschool en middelbare school af in Junik maar verhuisde daarna naar Rottweil in Duitsland.

## Begin bokscarrière
Hij begon met boksen bij BSV Rottweil. Tijdens zijn eerste toernooi in Liverpool won hij de gouden medaille, en een jaar later won hij ook nog een gouden medaille in Berlijn tijdens de Duitse kampioenschappen.
In 1995 deed hij mee aan de wereldkampioenschappen in Berlijn en won de zilveren medaille. Aan het eind van hetzelfde jaar deed hij mee aan het internationale chemie cup-toernooi in Halle (Saale) en hier won hij een gouden medaille.

## Profcarrière
Zijn eerste bokspartij als prof was tegen Harry Senior op 2 september 1997. Deze partij won hij. Hij bokste door en na nog achttien bokspartijen bokste hij tegen René Monse voor de Europese titel en hij won na twaalf ronden door een beslissing. Hij verdedigde deze titel tegen Przemyslaw Saleta en hij verloor door een technisch knockout in de negende ronde.
Na nog vijf bokspartijen bokste hij wederom voor de Europese titel en wel tegen Sinan Şamil Sam; deze partij won hij. Hij verdedigde deze titel tegen René Monse en hij won door een technisch knockout in de zevende ronde. Hierna bokste hij een onbesliste partij tegen Timo Hoffman. Hij bokste hierna voor de WBO-eliminator tegen Lance Whitaker en won door een k.o. in de 6e ronde.Dit betekende dat hij voor de wbo titel mocht boksen en dit gebeurde ook op 28 september 2005 in Hamburg tegen Lamon Brewster,hij verloor door een technisch k.o. in de 9e ronde.Hij zou hierna op 11 maart 2006 weer boksen maar zijn vriend Felix Sturm(een midden-gewicht bokser) kreeg de kans om op deze datum voor de wereldtitel te boksen dus liet Luan Krasniqi de kans om op 11 maart te boksen gaan.Op 29 april bokste hij tegen David Bostice en hij won op punten na 10 ronden.

## Gewonnen titels
- Duitse zwaargewicht-titel (21 juli 2001)
- EBU titel (5 januari 2007)